# Зенино (Рязанская область)
Зенино — деревня Трепольского сельского поселения Михайловского района Рязанской области России.

## Население
| 2010 |
| ---- |
| 0    |

## История
В XIX веке в деревне располагался конезавод Кученевой Е. А.
C 1991 года на территории бывшей деревни Зенино братьями Пеньшиными, которые приехали из Волгограда, было организовано хозяйство "Урожайное". Сергей и Александр Пеньшины своими силами обрабатывали землю, выращивали зерновые, овощи. Начинали с 3 га., земли. Сейчас у братьев Пеньшиных, 8 тысяч гектар земли, они занимаются выращиванием и продажей семян пшеницы, ячменя, кукурузы, люпина. Их хозяйство "Урожайное" является крупнейшим экспортёром семян горчицы в Европу. У них есть собственный сайт"

http://penshin.ru